# Asedio de Dwarasamudra
El asedio de Dwarasamudra se refiere a un enfrentamiento militar librado en 1311 entre las fuerzas del Sultanato de Delhi y el reino de la dinastía Hoysala, con victoria de los primeros. 
A finales de 1310, el sultán de Delhi, Alaudín, envió una expedición a cargo de su general y esclavo Malik Kafur a las regiones meridionales del subcontinente indio. En febrero del año siguiente, Malik Kafur sitió la capital de los hoysalas, Dwarasamudra o Dorasamudra, y el rey local Veera Ballala III se rindió sin mucha resistencia. Ballala aceptó pagar un tributo anual al sultán y entre gran cantidad de riquezas, elefantes y caballos.

## Antecedentes
En 1310, el sultán Alaudín controlaba gran parte de la llanura indogangética y había rechazado las invasiones mongolas al subcontinente indio. Las dinastías Seuna y Kakatiya en el Decán habían sido forzadas a pagarle tributo, pero durante el asedio de Warangal, capital seuna, su general y esclavo Malik Kafur se enteró de que la región al sur de esos reinos era muy rica. Después de su retorno a Delhi, el general le informó a su señor y expresó su deseo de liderar una expedición ahí, lo que fue aceptado. El motivo parece haber sido el saqueo, pero el cortesano Jursan Amir afirma que era «difundir la luz de la sharia» en el sur.

## Campaña
El 17 de noviembre de 1310, la expedición de Malik Kafur partió de Delhi portando el pabellón real. Su primera parada fue Tankal, un pueblo situado a orillas del río Yamuna, pero su ubicación actual es incierta. Aquí, el ministro de guerra Juaya Hayi realizó una inspección del ejército que duró 14 días. La expedición partió de Tankal el 2 de diciembre y llegó a un lugar llamado Katihun en 21 unidades; la ubicación de ese lugar también es incierta.
Después de dejar Katihun, la expedición atravesó colinas, valles y tres ríos, del que el más caudaloso fue el río Narmada. Pasados 17 días llegó a Ghargaon, actualmente Khargone. Ahí, sus oficiales acamparon por 20 días y se realizó una segunda revisión del ejército. Además, fueron reforzados por 23 elefantes de guerra enviados por el kakatiya Prataparudra. El 29 de enero de 1311, la marcha se reinició y tras cruzar el río Tapti llegaron a la capital de los seunas, Devagiri, actual Daulatabad. El rey local, Ramachandra, decoró la ciudad para darles la bienvenida y había tomado medidas para facilitar su marcha, como asegurarse de que las necesidades de su ejército, incluyendo una gran variedad de ropa y frutas, estuvieran disponibles en los mercados locales a un precio justo. También que hubiera varios cambistas de dinero (sarrafs) con monedas (tankas) de oro y plata. Jursan Amir dice que los soldados musulmanes de Delhi y los hindúes locales interactuaron pacíficamente.
Después de organizarse en formaciones y reabastecerse de suministros, el ejército abandonó Devagiri el 7 de febrero. En los siguientes 5 días cruzó los ríos Godavari, Sini (Sina) y Pahnur (o Binhur, identificado con el Bhima). Se detuvo en Bandri, identificado como Pandharpur, el feudo del general de Ramachandra, Parasuram Deva, a quien su rey le había ordenó apoyar a la expedición. Con su ayuda, Malik Kafur se enteró de que había estallado una guerra civil en el reino de la dinastía Pandya, entre los hermanos Vira y Sundara, y el rey hoysala Veera Ballala III había abandonado su capital, Dwarasamudra, para saquear las ciudades en territorio de los pandyas. Sin embargo, después de enterarse de la presencia de la expedición de Delhi en el Decán había regresado a su capital a toda prisa.

## Asedio
Sabedores que Ballala no tenía mucho tiempo para preparar las defensas de la ciudad, los oficiales de Delhi deseaban aprovecharlo y llegar lo antes posible. Sin embargo, era imposible que toda la expedición se moviera tan rápido, así que Malik Kafur seleccionó una vanguardia de 10 000 jinetes y marchó con ellos a Dwarasamudra el 14 de febrero.
El 26 de febrero, Malik Kafur llegó a Dwarasamudra y sitió el fuerte, que Jursan Amir describe como una poderosa fortaleza rodeada de un cuerpo de agua. Los asesores de Ballala lo instaron a presentar batalla, temiendo que negociar una tregua dañaría irreparablemente el prestigio del reino. Sin embargo, la experiencia militar del rey hoysala se limitaba a pequeñas escaramuzas. Una noche, envió a un oficial llamado Gesu Mal (o Gaisu Mal) para recopilar información sobre el ejército invasor, y se enteró de que había sometido a otros monarcas como Ramachandra y Prataparudra. También se enteró de que los invasores tenían la intención de atacar su fuerte al día siguiente.
A la mañana siguiente, Ballala envió a Balak Deva Nayaka y otros enviados fuera del fuerte y solicitó una tregua. Según Jursan, Malik Kafur ofreció las siguientes condiciones a los hoysalas: podían aceptar el islam o podían pagar un tributo (zimmah). Si no aceptaban ninguna de estas opciones, serían asesinados. Ballala eligió pagar el tributo.
Los mensajeros de Ballala pidieron a Malik Kafur que enviara dos enviados a su rey, para que los términos de la tregua pudieran concretarse sin ningún malentendido. Malik Kafur accedió y envió a dos mensajeros hindúes al interior del fuerte. Ballala les dijo a estos mensajeros que estaba dispuesto a entregar todas sus pertenencias excepto su cordón sagrado, que era un símbolo importante de su identidad hindú. También prometió pagar un tributo anual en el futuro. Kafur aceptó estos términos y, de este modo, el asedio de Dwarasamudra se levantó sin mucha violencia.
Ese mismo día, Ballala envió a sus enviados Balak Deva Nayak, Main Deva, Jitmal y otros fuera del fuerte. Los enviados se inclinaron ante el pabellón real del sultán y ofrecieron 36 elefantes. Cuatro días después, Ballala entregó sus caballos. Unos días después, él mismo salió del fuerte, se inclinó ante el pabellón real y entregó sus tesoros.

## Consecuencias
Por 12 días Malik Kafur se detuvo en Dwarasamudra para que el resto de su ejército lo alcanzara. El 10 de marzo, salió de Dwarasamudra hacia el reino Pandya. El cronista del siglo XIV, Abdul Malik Isami, afirma que Ballala guio al ejército de Delhi durante el saqueo de los territorios de los pandyas, y más tarde visitó Delhi. Según esta fuente, Alaudín quedó tan complacido con la ayuda que Ballala le dio durante la incursión contra los pandyas, que le regaló una túnica de honor, una corona, una chatra y un millón de tankas. El historiador indio Banarsi Prasad Saxena dudó de esta afirmación, ya que no aparece en los escritos de Jursan. Sin embargo, su colega Kishori Saran Lal afirmaba que la visita del rey hoysala a Delhi esta confirmada por inscripción en que se fecha el retorno de tal viaje en el 6 de mayo de 1313.